# The O2
The O2 è un salone espositivo a forma di cupola, situato a Londra in prossimità della linea del Meridiano di Greenwich, costruito dal 1997 al 1999 per festeggiare l'arrivo del terzo millennio con una serie di eventi del cosiddetto Millennium Experience, la manifestazione britannica in programma nel corso dell'anno 2000.
Precedentemente era noto come Millennium Dome ed aveva la funzione di stadio fino al 31 maggio 2005, data dell'acquisizione dei diritti da parte della compagnia telefonica O2 plc, oggi Telefónica O2. Al suo interno ospita la O2 arena, un'arena polifunzionale sede regolare di eventi musicali e sportivi.

## Progetto e costruzione

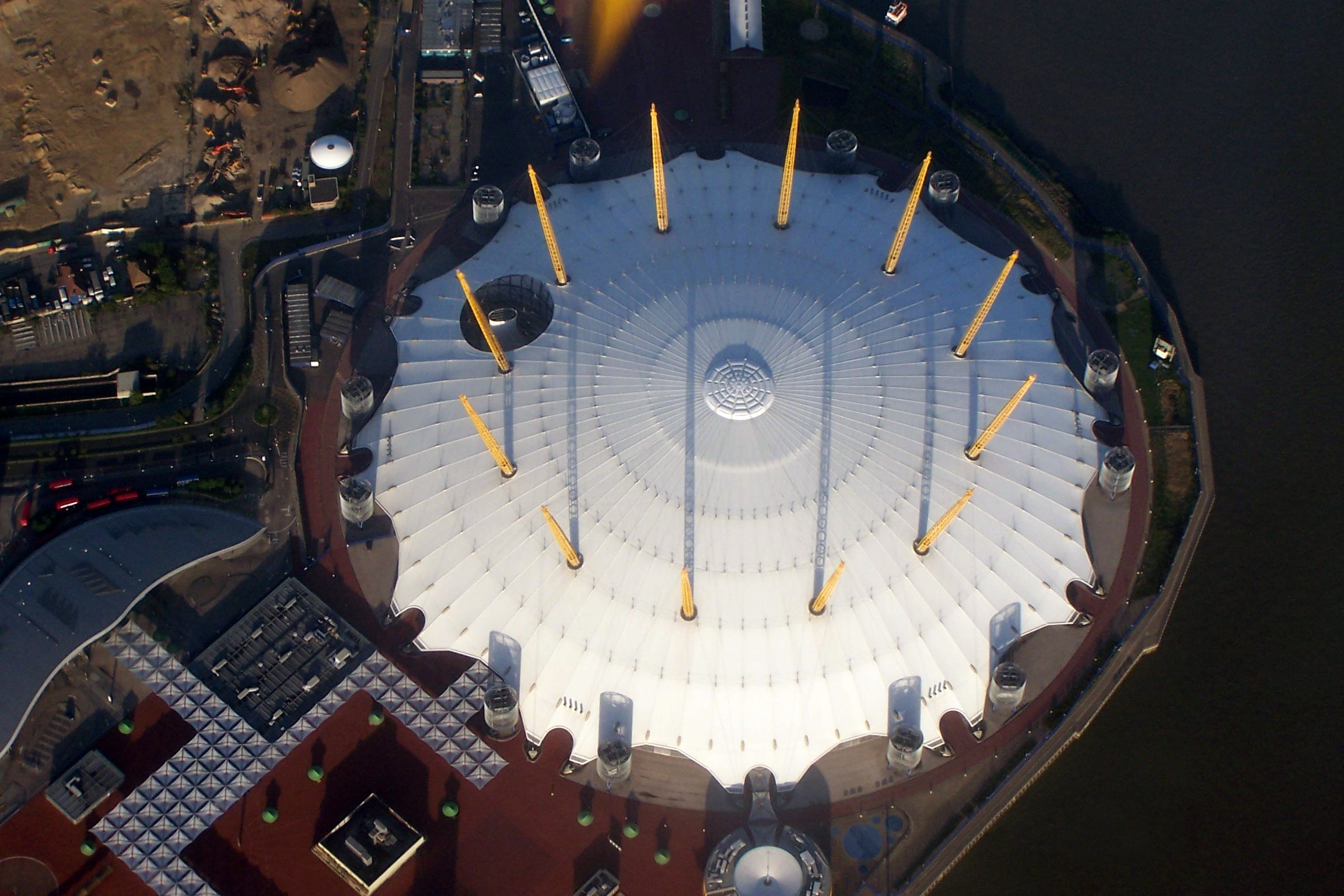
Vista aerea del O_{2}

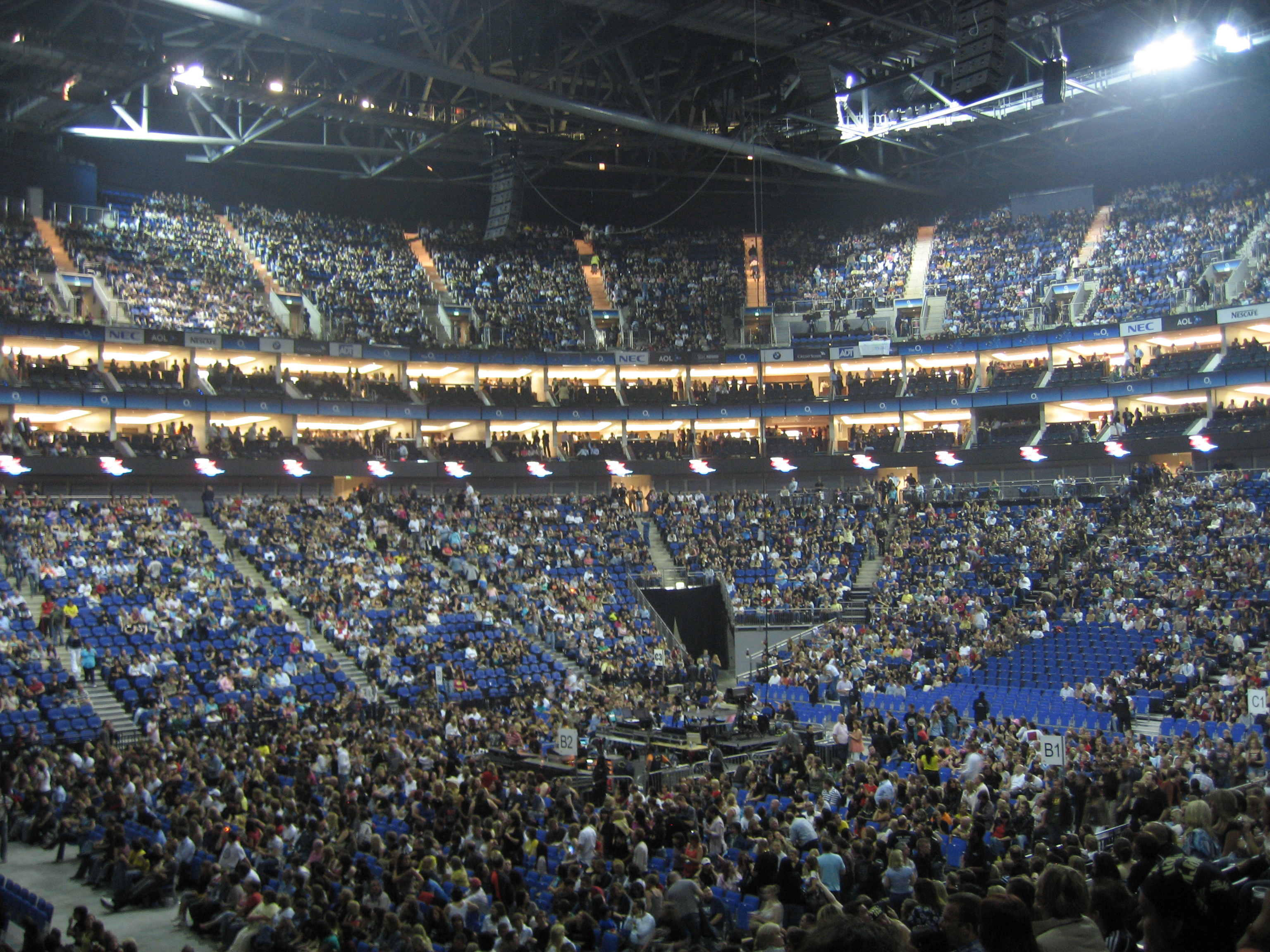
L'O_{2} Arena, ha riaperto al pubblico il 24 giugno 2007 con il concerto dei Bon Jovi.

Progettata dall'architetto Richard Rogers, la tensostruttura si distinse subito come un punto chiave per lo sviluppo dell'intera penisola di Greenwich.
Esternamente, appare come una grande tenda bianca con dodici piloni di supporto gialli alti 100 m, uno per ogni mese dell'anno o ogni ora del quadrante dell'orologio, a ricordare il Tempo medio di Greenwich (Greenwich Mean Time). Nella vista in pianta è circolare, 365 metri di diametro,uno per ogni giorno dell'anno standard.
Costruito e progettato sui concetti base di leggerezza, economia e velocità di costruzione, il O2 fu appunto concepito in un brevissimo periodo, dal giugno 1997 fino all'inizio del 1999, per circa 15 mesi.
Le basi della struttura furono gettate con la disposizione di ottomila pilastri di fondazione, dallo scavo di trincee per i servizi, dal drenaggio della zona e dal tracciamento di un vasto anello di cemento che delimita la circonferenza del Dome.
Seguendo i concetti sopra riportati, la creazione della struttura si rivelò poco costosa rispetto all'imponenza del risultato finale, comportando però grandi limiti alla resistenza dell'edificio: il O2 è infatti stato progettato per una vita di almeno 25 anni, fino al 2018 circa, dopo la quale data verrà probabilmente abbattuto e sostituito da un'altra costruzione.

## Le aree tematiche
All'interno dell'O2 Arena nella zona che traccia la circonferenza della cupola, vi è una suddivisione in 14 aree tematiche, dettate nelle loro caratteristiche dalle scelte dell'ex Primo ministro inglese Tony Blair, con gli obiettivi di intrattenimento e istruzione.

## Galleria d'immagini

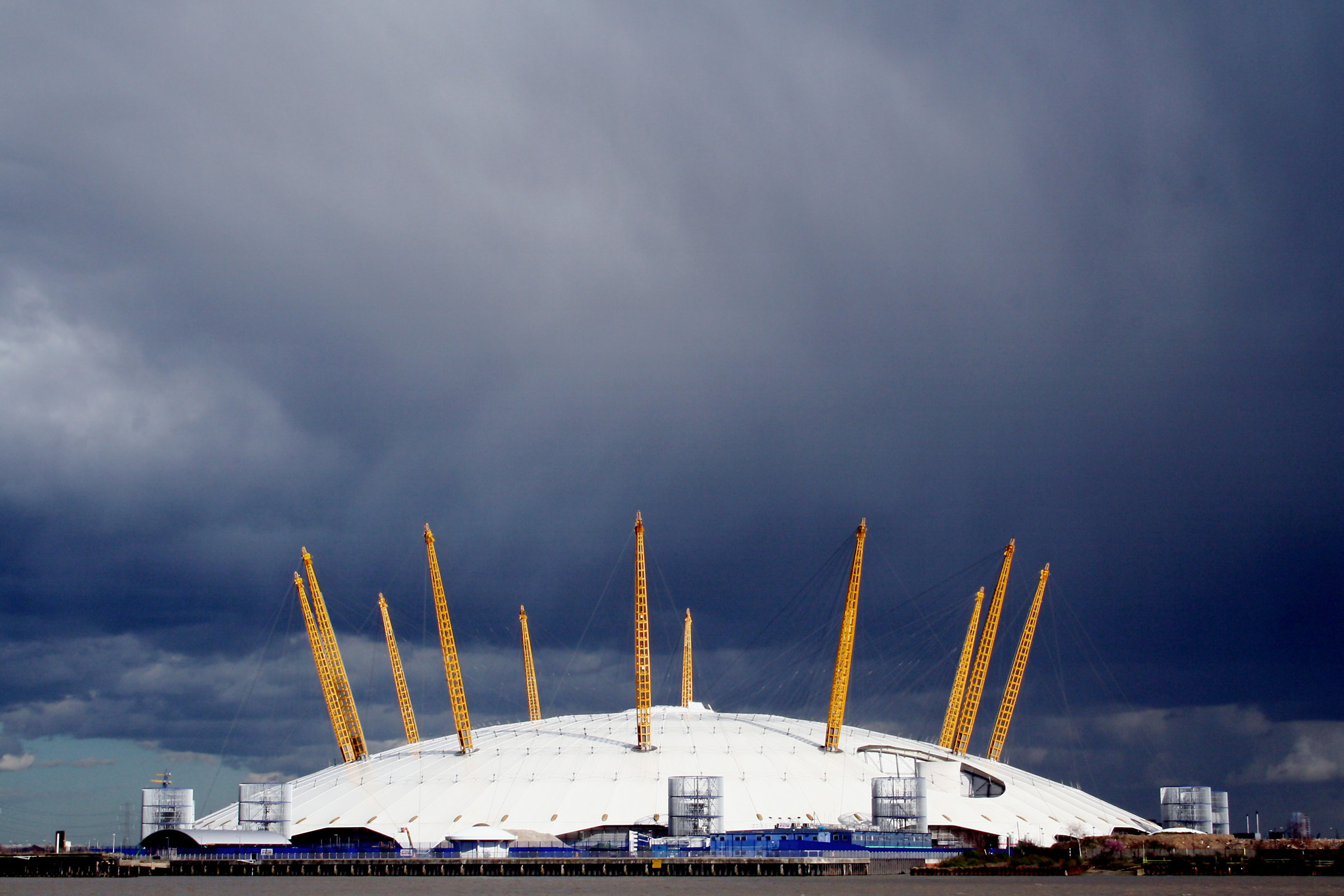
Vista esterna
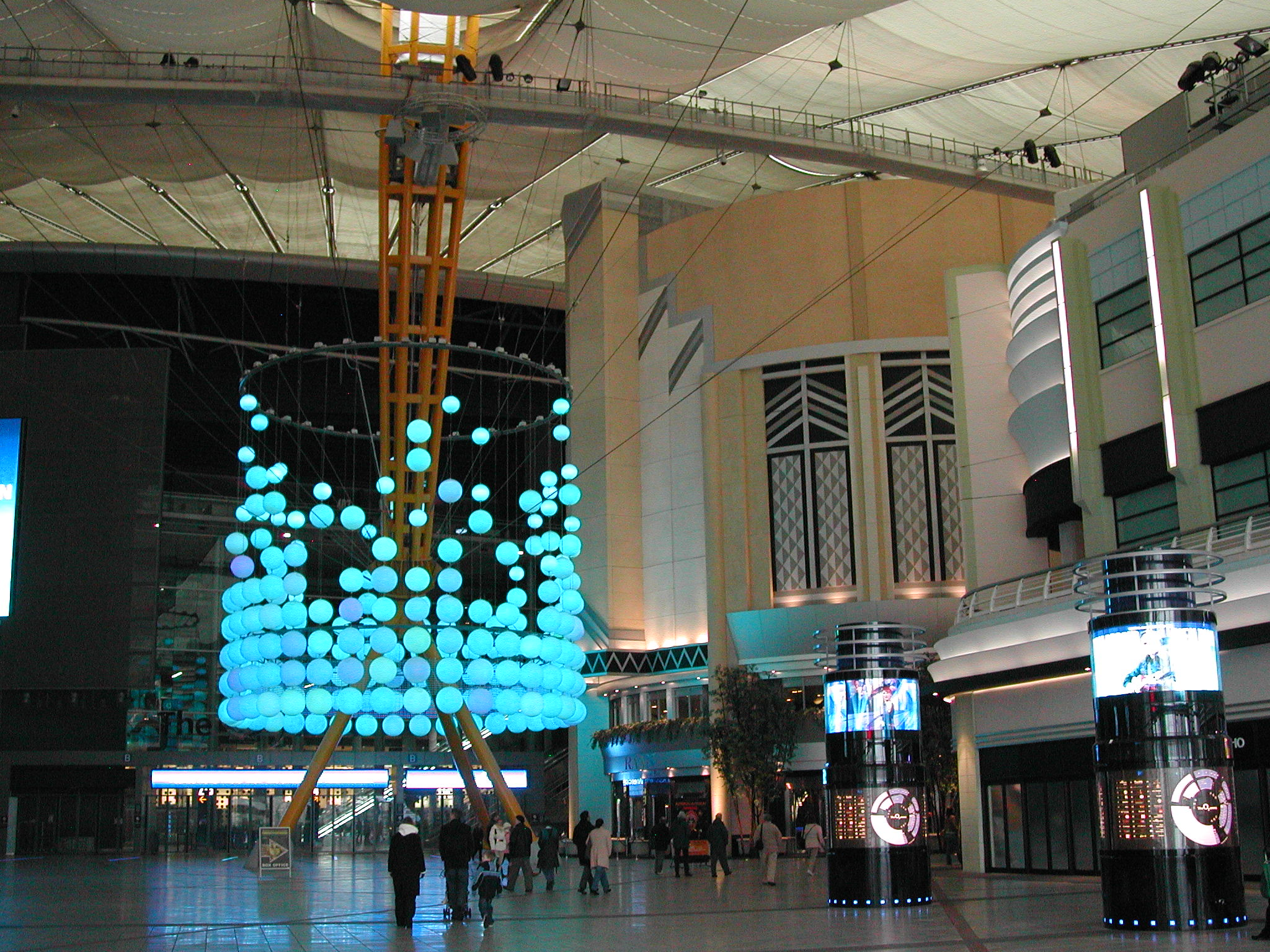
Ingresso dell'Arena O2
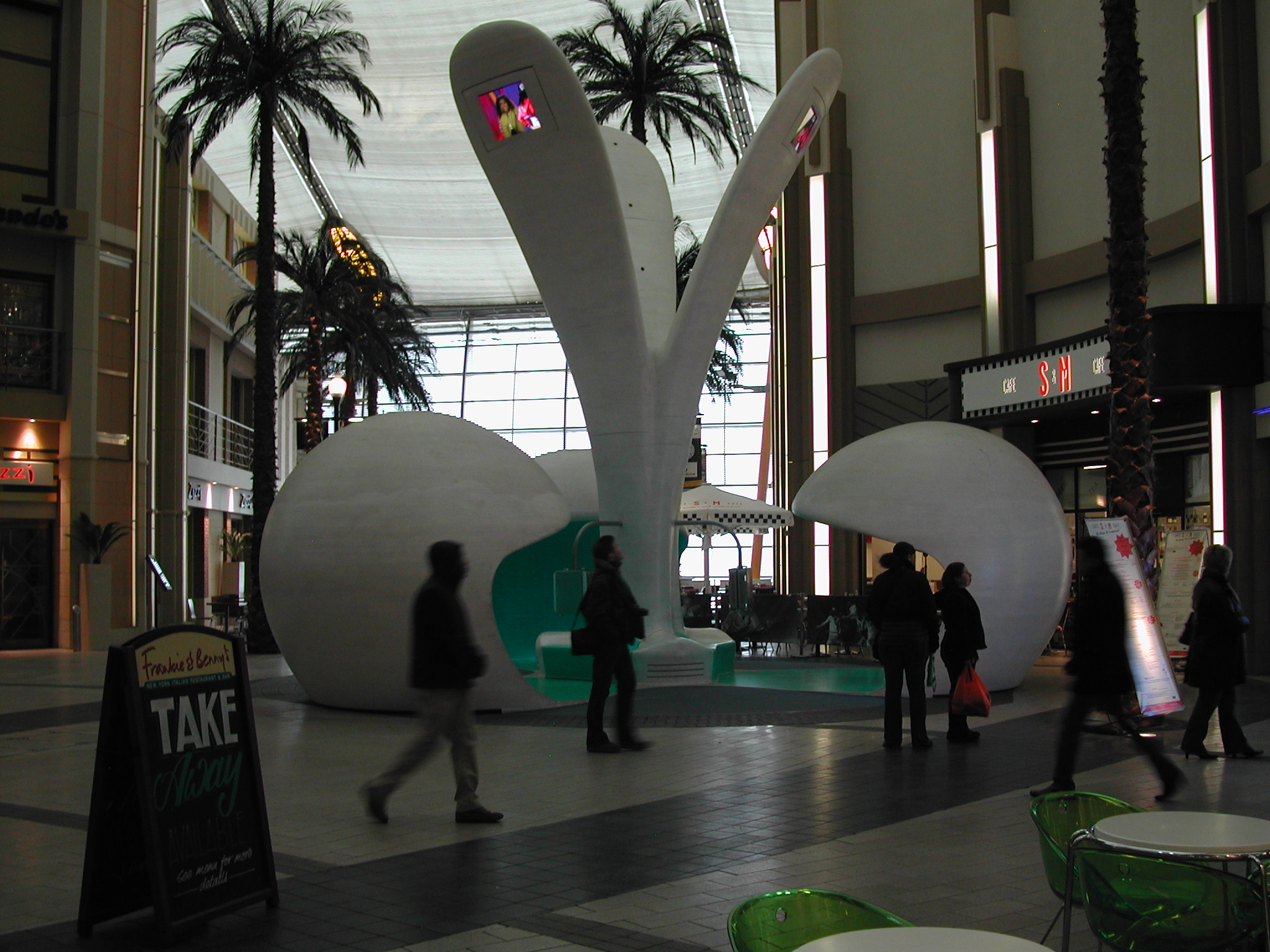
Interno Arena O2
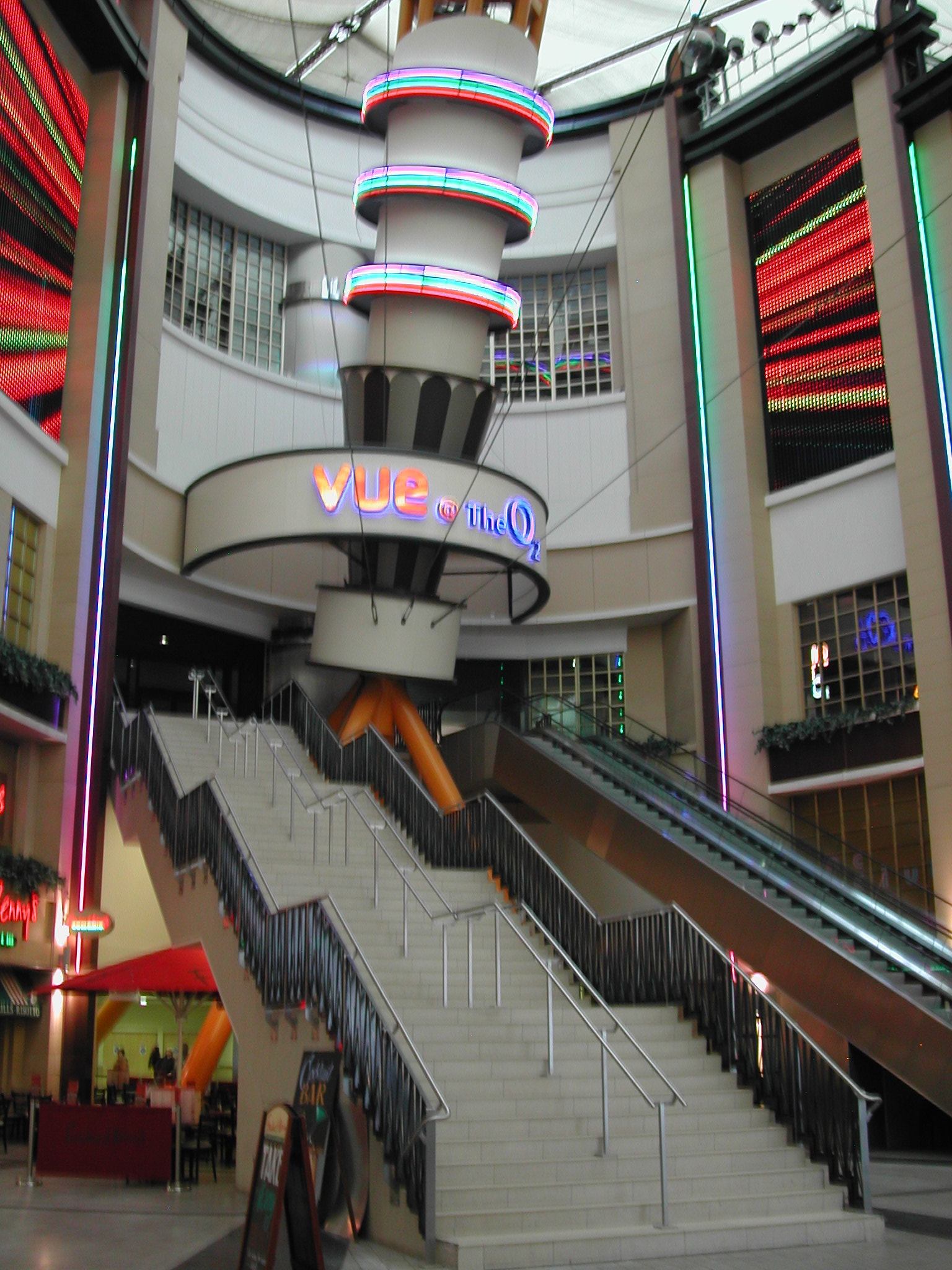
VUE @ the O2
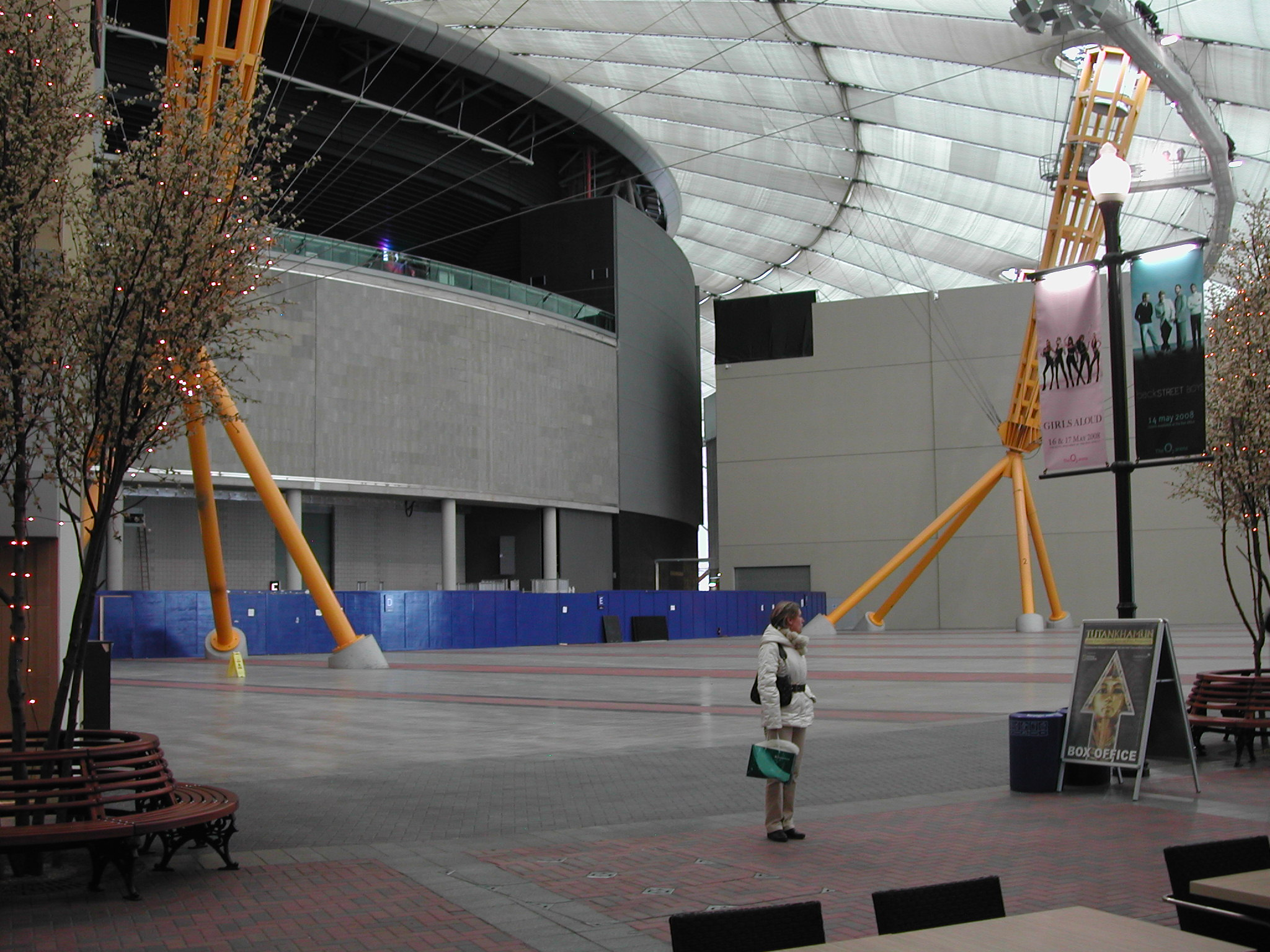
Interno Arena O2
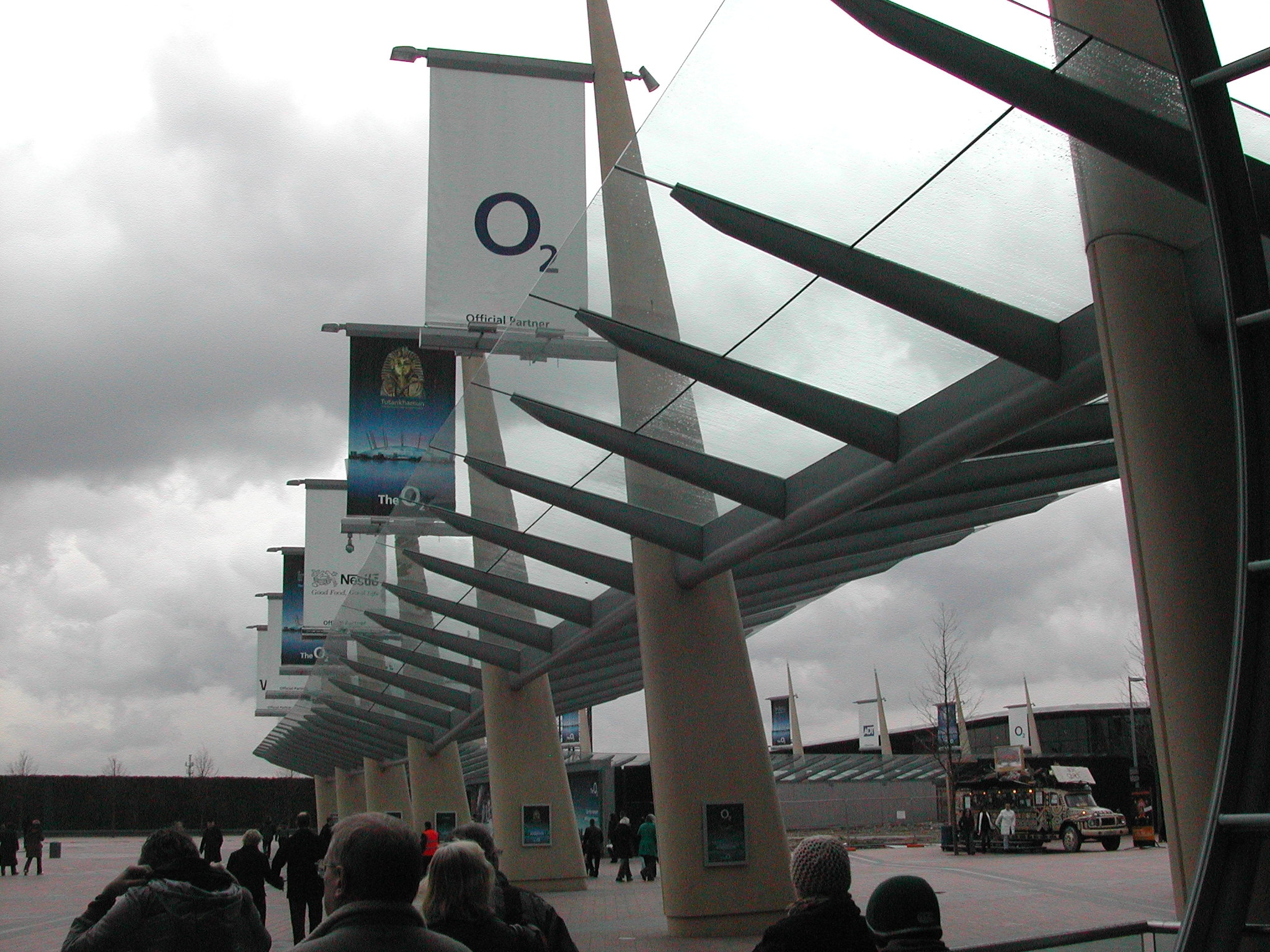
Esterno Arena O2